# Социјалистички савез радног народа Босне и Херцеговине
Социјалистички савез радног народа Босне и Херцеговине (скраћено: ССРНБиХ) био је масовна друштвено-политичка организација која је од 1944. до 1990. деловала у Социјалистичкој Републици Босни и Херцеговини, као републичка организација Социјалистичког савеза радног народа Југославије. 
Настао је 3. јула 1944. под називом Народноослободилачки фронт Босне и Херцеговине, а након Првог конгреса Народног фронта Југославије, августа 1945. променио је назив у Народни фронт Босне и Херцеговине. Настао је на платформи окупљања организација и појединаца, који су током Другог светског рата помагали Народноослободилачки покрет (НОП). На Четвртом конгресу, априла 1953. променио је назив у Социјалистички савез радног народа.
Као и остале друштвено-политичке организације у СФР Југославији, налазио се под контролом и доминацијом Савеза комуниста. На челу организације налазио се најпре Главни одбор, а потом од 1967. Републичка конференција ССРН. Лист Ослобођење био је званични лист ССРН Босне и Херцеговине.
Након распада СКЈ, руководство ССРН Босне и Херцеговине је 30. јуна 1990. променило назив организације у Демократски социјалистички савез (ДСС БиХ), а фебруара 1991. формирана је Демократска странка социјалиста Босне и Херцеговине, која је 26. маја 1993. преименована у Грађанску демократску странку Босне и Херцеговине.

## Конгреси
- Оснивачка конферецнија Народноослободилачког фронта Босне и Херцеговине — одржана у Санском Мосту 3. јула 1944.[2]
- Први конгрес Народног фронта Босне и Херцеговине — одржан у Сарајеву од 9. до 11. фебруара 1947.[3]
- Други конгрес Народног фронта Босне и Херцеговине — одржан у Сарајеву 18. и 19. априла 1948.[4]
- Трећи конгрес Народног фронта Босне и Херцеговине — одржан у Сарајеву 25. и 26. марта 1951.[5]
- Четврти конгрес Народног фронта Босне и Херцеговине — одржан у Сарајеву од 5. до 7. априла 1953.[6]
- Пети конгрес Социјалистичког савеза радног народа Босне и Херцеговине — одржан у Сарајеву од 15. до 17. новембра 1960.[7]
- Шести конгрес Социјалистичког савеза радног народа Босне и Херцеговине — одржан у Сарајеву од 24. до 26. јануара 1966.[8]

## Лидери
| Преглед руководећих личности Социјалистичког савеза радног народа БиХ | Преглед руководећих личности Социјалистичког савеза радног народа БиХ | Преглед руководећих личности Социјалистичког савеза радног народа БиХ | Преглед руководећих личности Социјалистичког савеза радног народа БиХ | Преглед руководећих личности Социјалистичког савеза радног народа БиХ |
| број                                                                  | име и презиме                                                         | почетак мандата                                                       | крај мандата                                                          | напомена                                                              |
| --------------------------------------------------------------------- | --------------------------------------------------------------------- | --------------------------------------------------------------------- | --------------------------------------------------------------------- | --------------------------------------------------------------------- |
| 1                                                                     | Ђуро Пуцар Стари                                                      | 11. фебруар 1947.                                                     | 19. април 1948.                                                       |                                                                       |
| 1                                                                     | Ђуро Пуцар Стари                                                      | 19. април 1948.                                                       | 26. март 1951.                                                        |                                                                       |
| 1                                                                     | Ђуро Пуцар Стари                                                      | 26. март 1951.                                                        | 7. април 1953.                                                        |                                                                       |
| 1                                                                     | Ђуро Пуцар Стари                                                      | 7. април 1953.                                                        | 17. новембар 1960.                                                    |                                                                       |
| 1                                                                     | Ђуро Пуцар Стари                                                      | 17. новембар 1960.                                                    | 10. октобар 1961.                                                     |                                                                       |
| 2                                                                     | Ратко Дугоњић                                                         | 10. октобар 1961.                                                     | 17. децембар 1962.                                                    |                                                                       |
| 3                                                                     | Есад Церић                                                            | 17. децембар 1962.                                                    | 26. јануар 1966.                                                      |                                                                       |
| 3                                                                     | Есад Церић                                                            | 26. јануар 1966.                                                      | 16. јун 1967.                                                         |                                                                       |
| 3                                                                     | Есад Церић                                                            | 16. јун 1967.                                                         | 9. јул 1969.                                                          |                                                                       |
| 4                                                                     | Тодо Куртовић                                                         | 9. јул 1969.                                                          | 17. фебруар 1972.                                                     |                                                                       |
| 5                                                                     | Мићо Ракић                                                            | 17. фебруар 1972.                                                     | 16. октобар 1975.                                                     |                                                                       |
| 5                                                                     | Мићо Ракић                                                            | 16. октобар 1975.                                                     | 7. јул 1978.                                                          |                                                                       |
| 6                                                                     | Сеид Маглајлија                                                       | 7. јул 1978.                                                          | 19. март 1980.                                                        |                                                                       |
| 6                                                                     | Сеид Маглајлија                                                       | 19. март 1980.                                                        | 11. мај 1981.                                                         |                                                                       |
| 7                                                                     | Мунир Месиховић                                                       | 11. мај 1981.                                                         | 26. мај 1982.                                                         |                                                                       |
| 8                                                                     | Милан Узелац                                                          | 26. мај 1982.                                                         | 20. мај 1983.                                                         |                                                                       |
| 9                                                                     | Раде Галеб                                                            | 20. мај 1983.                                                         | 29. мај 1985.                                                         |                                                                       |
| 10                                                                    | Смиљка Милојевић                                                      | 29. мај 1985.                                                         | 26. мај 1986.                                                         |                                                                       |
| 11                                                                    | Кажимир Јелчић                                                        | 26. мај 1986.                                                         | 27. јануар 1988.                                                      |                                                                       |
| 12                                                                    | Едина Решидовић                                                       | 27. јануар 1988.                                                      | 2. март 1990.                                                         |                                                                       |
| 13                                                                    | Мирко Пејановић                                                       | 2. март 1990.                                                         | фебруар 1991.                                                         |                                                                       |